# ابدارینوروس
ابدارینوسور (نام علمی: Abdarainurus) نام یک سرده از کلاد خزنده کفلان است. این دایناسور در محدوده زمانی کرتاسه پسین (۸۵ میلیون سال پیش) در مغولستان می‌زیست. درحال حاضر به عنوان یک تیتانوسور ناشناس از ابدارینوسور یاد می‌شود. اما ممکن است قبلاً عضو ناشناخته ای از بزرگ منخران آسیایی بوده باشد. از ابدارینوسور بقایای زیادی کشف نشده و فقط ۸ مهره از بالای دم، ۱ مهره از میانه دم و چند استخوان که حالتی شورون مانند دارند از وی یافت شده‌است. (با توجه به کشف نشدن استخوان‌های کافی از وی نمی‌توان وزن و طول وی را دقیقاً حدس زد). گونه خاص این دایناسور Abdarainurus barsboldi نام دارد.